# Wilson Rodríguez
Pour les articles homonymes, voir Rodríguez.
Rodríguez  Amezqueta est un nom espagnol. Le premier nom de famille, en général paternel, est Rodríguez ; le second, en général maternel, souvent omis, est Amezqueta.
Wilson Rodríguez Amezqueta, né le 22 février 1994, est un coureur cycliste colombien. Il a notamment remporté le Tour du Portugal de l'Avenir en 2016,. 

## Palmarès et résultats

### Palmarès par année
- 2016
  - Classement général du Tour du Portugal de l'Avenir

### Classements mondiaux
| Année           | 2016 |
| --------------- | ---- |
| UCI Europe Tour | 895e |